# 1134
1134（千百三十四、せんひゃくさんじゅうよん）は自然数、また整数において、1133の次で1135の前の数である。

## 性質
- 1134は合成数であり、約数は1, 2, 3, 6, 7, 9, 14, 18, 21, 27, 42, 54, 63, 81, 126, 162, 189, 378, 567, 1134である。
  - 約数の和は2904。
- 252番目のハーシャッド数である。1つ前は1130、次は1140。
  - 9を基とする68番目のハーシャッド数である。1つ前は1125、次は1143。
- 各位の立方和が93になる最小の数である。次は1143。(オンライン整数列大辞典の数列 A055012)
  - 各位の立方和が n になる最小の数である。1つ前の92は134、次の94は11134。(オンライン整数列大辞典の数列 A165370)
- 1134 = 13 + 23 + 53 + 103
  - n = 3 のときの 1n + 2n + 5n + 10n の値とみたとき1つ前は130、次は10642。(オンライン整数列大辞典の数列 A034517)
- 約数の和が1134になる数は1個ある。(544) 約数の和1個で表せる190番目の数である。1つ前は1130、次は1136。

## その他 1134 に関連すること
- 文化放送の周波数は、1134kHz。
- ロシアのビェールクト型巡洋艦の正式名称は、プロイェークト1134ビェールクト型巡洋艦。